# Аршалински район
Аршалински район (на казахски: Аршалы ауданы) е съставна част на Акмолинска област, Казахстан, с обща площ 5846 км2 и население от 27 607 души (по приблизителна оценка към 1 януари 2020 г.). Мнозинството от населението са руснаци (47,2 %), следвани от казахите (28,4 %), украинците (7,8 %), германците (6,8 %) и други националности (10 %).
Административен център е Аршалъ.